# Alva Noto
Alva Noto, pseudonimo di Carsten Nicolai (Karl-Marx-Stadt, 18 settembre 1965), è un artista e compositore tedesco tra i sound artist più noti al mondo.
Le sue composizioni musicali, ispirate a stili quali l'IDM la glitch music e il rumorismo, sono spesso accompagnate a video che "raffigurano il suono" seguendo gli espedienti della cimatica.

## Biografia
Nel 1999, dopo aver fondato la sua etichetta discografica Noton, Alva Noto la fuse con la Raster Music di Frank Bretschneider e Olaf Bender dando vita alla Raster-Noton.
Le sue installazioni vennero ospitate in numerosi spazi culturali, inclusi il Guggenheim Museum di New York, il San Francisco Museum of Modern Art, la galleria d'arte Tate Modern di Londra e la Biennale di Venezia. Nel 2007 fu borsista presso l'Accademia Tedesca Villa Massimo a Roma.
I musicisti che collaborarono con Nicolai includono Blixa Bargeld, Ryūichi Sakamoto, Ryoji Ikeda e il già citato Bretschneider.

## Discografia

### Con il nomeNoto
- Spin (Raster-Noton, 1996)
- ∞ (Raster-Noton, 1997)
- Kerne (Raster-Noton, 1998)
- Telefunken (Raster-Noton, 1998)
- Autopilot/Autorec (Raster-Noton, 2002)

### Con il nomeAlva Noto
- Prototypes (Mille Plateaux, 2000)
- Transform (Mille Plateaux, 2001)
- Transrapid (EP) (Raster-Noton, 2004)
- Transvision (EP) (Raster-Noton, 2004)
- Transspray (EP) (Raster-Noton, 2004)
- For (Raster-Noton, 2006)
- Xerrox Vol.1 (Raster-Noton, 2007)
- Untixt (Raster-Noton, 2008)
- Xerrox Vol. 2 (Raster-Noton, 2009)
- For 2 (12k, 2010)
- Univers (Raster-Noton, 2011)
- Xerrox Vol. 3 (Raster-Noton, 2015)
- Unieqav (Raster-Noton, 2018)
- Xerrox Vol. 4 (Raster-Noton, 2020)

### Con il nomeø + Noto, insieme a Mika Vainio
- Mikro Makro (Raster-Noton, 1997)
- Wohltemperiert (Raster-Noton, 2001)

### Con il nomeSignal, insieme a Frank Bretschneider e Olaf Bender
- Waves And Lines (Raster-Noton, 1998)
- Centrun (Raster-Noton, 2000)
- Robotron (Raster-Noton, 2006)

### Con il nomeAlva Noto + Ryuichi Sakamoto, insieme a Ryūichi Sakamoto
- Vrioon (Raster-Noton, 2002)
- Insen (Raster-Noton, 2005)
- Revep (Raster-Noton, 2005)
- Utp_(Raster-Noton, 2006)
- Summvs (Raster-Noton, 2011)
- The Revenant (Original Motion Picture Soundtrack) (Warner Music, 2015)
- Glass (Family Noton, 2018)
- Two (Family Noton, 2019)

### Con il nomeOpto, insieme a Thomas Knak (Opiate)
- Opto Files (Raster-Noton, 2001)
- Opto Files: 2nd (Raster-Noton, 2004)

### Con il nomeCyclo, insieme a Ryoji Ikeda
- Cyclo (Raster-Noton, 2001)

### Con il nomeAleph-1
- Aleph-1 (Impartement, 2007)

### Con il nomeANBB, insieme a Blixa Bargeld
- Ret Marut Handshake (Raster-Noton, 2010)
- Mimikry (Raster-Noton, 2010)